# Регулировочный клапан
Регулировочный клапан (англ. Wastegate) — клапан, который направляет отработанные выхлопные газы мимо турбинной части турбонагнетателя для ограничения оборотов ротора турбокомпрессора, а следовательно регулирования максимального давления, создаваемого компрессорной частью.

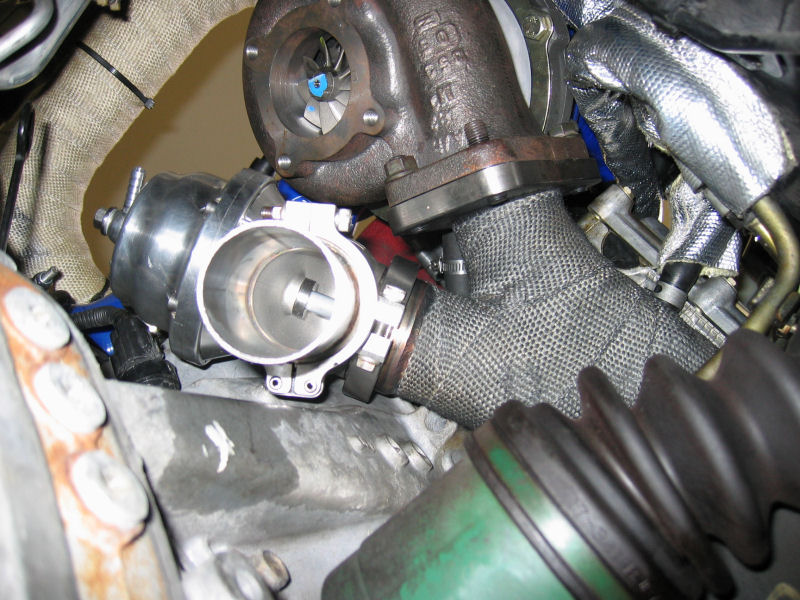
Внешний регулировочный клапан

## Принцип работы
При достижении определённого давления во впускном коллекторе, регулировочный клапан начинает открываться, пропуская часть выхлопных газов мимо «горячей» крыльчатки турбины. Избыточный объём газа либо попадает в выпускной тракт, минуя турбину, либо сбрасывается в атмосферу. Клапан открывается/закрывается актуатором, контролируемым давлением во впуске. Актуатор управляется пневматически (давление на впуске подводится непоспредственно к актуатору), либо (что реже) электроникой.

## Типы регулировочных клапанов
Регулировочный клапан может быть встроен в турбинную часть нагнетателя, либо являться отдельной частью выпускного коллектора. Внешний клапан позволяет сбрасывать избыточный объем газа в атмосферу.